# Église Saint-Germain-l'Auxerrois de Fontenay-sous-Bois
Pour les articles homonymes, voir Église Saint-Germain-l'Auxerrois.
L'église Saint-Germain-l'Auxerrois est une église catholique située rue de Rosny à Fontenay-sous-Bois, en France. Elle dépend du diocèse de Créteil et elle est consacrée à saint Germain l'Auxerrois.

## Localisation
L'église est située dans le département français du Val-de-Marne et la commune de Fontenay-sous-Bois. Antan, sa paroisse était appelée paroisse de Saint-Germain de Fontenay sur le bois de Vincennes.

## Historique

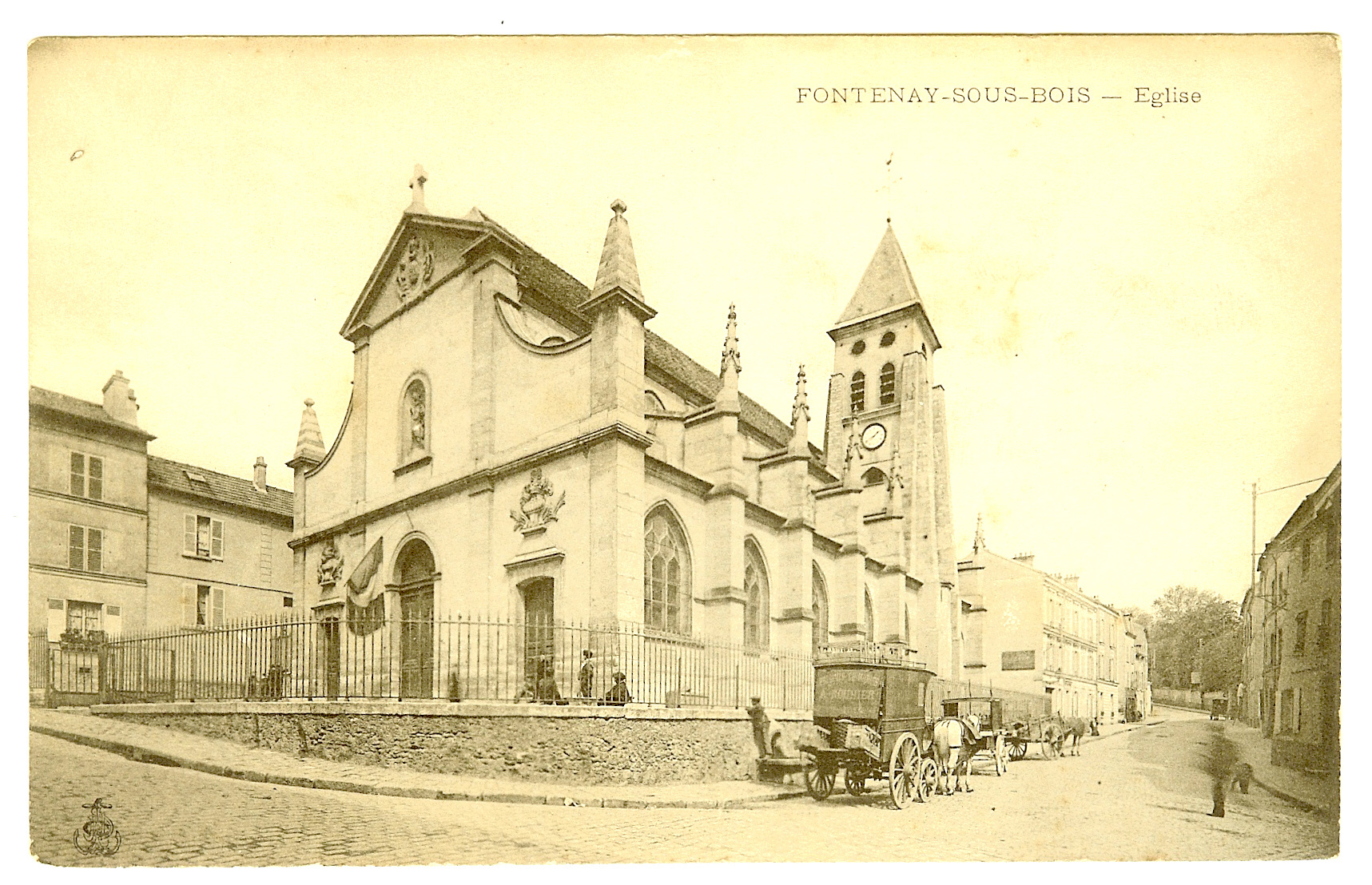
Église Saint-Germain-l'Auxerrois- carte postale

Elle est bâtie à la fin du XIVe siècle sur les fondations d'une église du XIIIe siècle.
Les cloches sont baptisées en 1534, mais la nef n'est terminée qu'au milieu du XVIe siècle. Au XIXe siècle, des dégâts importants causés par la foudre entraînent des restaurations sous la conduite de l'architecte Claude Naissant. 
Des orgues y ont été installées en 1666.
Le retable date du XIXe siècle. Deux toiles du XVIIIe représentant la Sainte Famille et saint Sébastien y ont été retrouvées lors de travaux de toitures. L'édifice est inscrit au titre des monuments historiques en 1926.
Les vitraux datent du début du XXe siècle. L'un d'eux représente le 42e régiment d'infanterie basé à Belfort.